# Морань
Мора́нь (фр. Moragne) — коммуна во Франции, находится в регионе Пуату — Шаранта. Департамент коммуны — Шаранта Приморская. Входит в состав кантона Тонне-Шарант. Округ коммуны — Рошфор.
Код INSEE коммуны — 17246.

## Население
Население коммуны на 2010 год составляло 472 человека.
| 1962 | 1968 | 1975 | 1982 | 1990 | 1999 | 2010 |
| ---- | ---- | ---- | ---- | ---- | ---- | ---- |
| 308  | 285  | 275  | 318  | 394  | 402  | 472  |